# Kisei 2013
Il Kisei 2013 è stata la 37ª edizione del torneo goistico giapponese Kisei.

## Fase Finale
- W indica vittoria col bianco
- B indica vittoria col nero
- X indica la sconfitta
- +R indica che la partita si è conclusa per abbandono
- +N indica lo scarto dei punti a fine partita

### Gruppo A
| Giocatore        | S.T. | K.Y.  | R.S.  | R.K. | S.K. | O.M.  | Risultato | Note                                        |
| ---------------- | ---- | ----- | ----- | ---- | ---- | ----- | --------- | ------------------------------------------- |
| Shinji Takao     | –    | B+R   | W+R   | B+R  | X    | B+2,5 | 4-1       | Qualificato alla finale degli sfidanti      |
| Keigo Yamashita  | X    | –     | B+8,5 | X    | B+R  | W+6,5 | 3-2       | Qualificato alla fase finale del Kisei 2014 |
| Ryu Shikun       | X    | X     | –     | X    | X    | X     | 0-5       | Retrocesso                                  |
| Rin Kono         | X    | B+1,5 | W+8,5 | –    | B+R  | X     | 3-2       | Qualificato alla fase finale del Kisei 2014 |
| Satoru Kobayashi | B+R  | X     | B+R   | X    | –    | B+4,5 | 3-2       | Qualificato alla fase finale del Kisei 2014 |
| O Meien          | X    | X     | W+1,5 | B+R  | X    | –     | 2-3       | Retrocesso                                  |

### Gruppo B
| Giocatore          | Y.I | N.Y.  | N.H.  | H.Y.  | S.A.  | T.M.  | Risultato | Note                                        |
| ------------------ | --- | ----- | ----- | ----- | ----- | ----- | --------- | ------------------------------------------- |
| Yūta Iyama         | –   | B+7,5 | W+0,5 | B+R   | W+0,5 | B+R   | 5-0       | Qualificato alla finale degli sfidanti      |
| Norimoto Yoda      | X   | –     | X     | W+0,5 | X     | W+5,5 | 2-3       | Qualificato alla fase finale del Kisei 2014 |
| Naoki Hane         | X   | W+1,5 | –     | B+R   | X     | B+R   | 3-2       | Qualificato alla fase finale del Kisei 2014 |
| Hiroshi Yamashiro  | X   | X     | X     | –     | B+4,5 | X     | 1-4       | Retrocesso                                  |
| Shuzo Awaji        | X   | W+4,5 | B+R   | X     | –     | X     | 2-3       | Retrocesso                                  |
| Tomochika Mizokami | X   | X     | X     | B+R   | W+R   | –     | 2-3       | Qualificato alla fase finale del Kisei 2014 |

## Finale degli sfidanti
I due vincitori dei gruppi si sono sfidati l'8 novembre 2012. Per il terzo anno consecutivo a contendersi il diritto a sfidare il detentore sono stati Yūta Iyama e Shinji Takao.

## Finale
La finale è una sfida al meglio delle sette partite, iniziata il 17 gennaio 2013 e finita il 14 marzo. La settima partita non si è disputata. 